# نحله (جرش)
نحله قرية أردنية في محافظة جرش تقع على مسافة 11 كم إلى الغرب من مدينة جرش. وتكثر فيها ينابيع المياه. وتحيط بها المناطق الحرجية، وتمتاز بزراعة أشجار التين والزيتون واللوزيات. تتبع القرية لمنطقة المعراض في قضاء جرش.

## السكان
يشير إحصاء عام 2015 إلى أن عدد سكان القرية بلغ 3940 نسمة.